# رضا جباری (نماینده مجلس)
رضا جباری (زاده ۱۳۶۱ مسجدسلیمان)، پزشک، مدرس دانشگاه، سیاست‌مدار ایرانی و نماینده مردم مسجدسلیمان، لالی، اندیکا و هفتکل در مجلس شورای اسلامی است.

## زندگی‌نامه
رضا جباری در سال ۱۳۶۱ در مسجدسلیمان زاده شد. وی جراح مغز و اعصاب و فارغ‌التحصیل از دانشگاه علوم پزشکی شهید بهشتی است. او رتبه برتر برد تخصصی در کشور را کسب کرد. جباری در سن ۲۹ سالگی فارغ‌التحصیل جراحی مغز و اعصاب شده و در حال حاضر در بیمارستان لقمان، هتل بیمارستان گاندی، بیمارستان شرکت نفت مشغول به فعالیت است.

## تحصیلات
- فارغ‌التحصیل پزشکی عمومی از دانشگاه علوم پزشکی اصفهان
- فارغ‌التحصیل دوره تخصصی جراحی مغز و اعصاب از دانشگاه علوم پزشکی شهید بهشتی تهران
- استادیار دانشگاه علوم پزشکی شهید بهشتی بخش جراحی مغز و اعصاب بیمارستان لقمان حکیم
- پژوهش بر روی پروژه‌های متعدد سل ترکیبی در ضایعات نخاعی (پیوند نخاع) با پژوهشگاه رویال از سال ۱۳۸۶
- عضو مرکز تحقیقات علوم جراحی اعصاب بیمارستان لقمان حکیم

## مجلس دوازدهم
رضا جباری در دوازدهمین دوره انتخابات مجلس شورای اسلامی، در انتخابات با کسب ۲۸٬۴۵۳ رأی در رتبهٔ دوم مسجد سلیمان، پس از علی‌عسگر ظاهری قرار گرفت، اما پس از بازشماری آراء توسط شورای نگهبان (بدلیل تخلفات انتخاباتی) با کسب اکثریت آراء به مجلس راه یافت. رضا جباری در تاریخ ۱۰ تیر ۱۴۰۳ به عنوان نائب رئیس دوم کمیسیون بهداشت و درمان دوازدهمین دوره مجلس شورای اسلامی انتخاب شد.